# Smorgonie
Smorgonie (biał. Смарго́нь Smarhoń, ros. Сморго́нь Smorgoń, lit. Smurgainys, jid. ‏סמאַרגאָן‎ Smargon) – miasto na Białorusi, w obwodzie grodzieńskim, stolica rejonu smorgońskiego, położone na historycznej Wileńszczyźnie.

## Historia

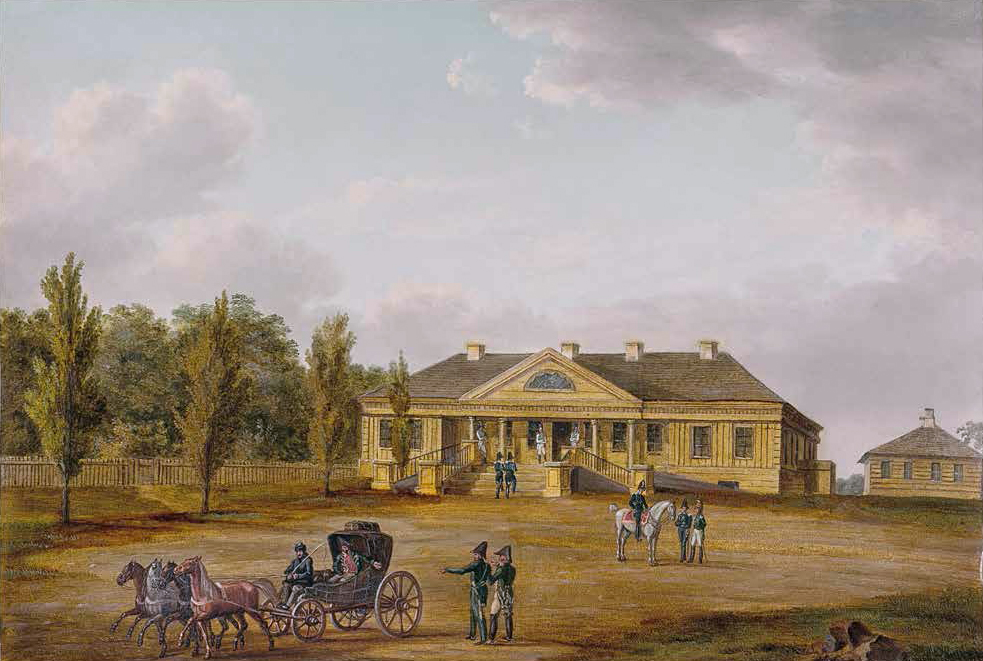
Dwór Przeździeckiego w 1812

W XV wieku Smorgonie były własnością rodu Despot-Zenowiczów i wchodziły w skład dawnego województwa wileńskiego. W 2 poł. XVII wieku najechali je Radziwiłłowie i siłą przyłączyli do ordynacji nieświeskiej. W 1805 roku miasto zostało sprzedane Ogińskim, od których kupił je później Karol Dominik Przeździecki. Za jego udział w powstaniu listopadowym rząd carski skonfiskował mu majątek. Klasycystyczny dwór Przeździeckiego rozebrano w XIX wieku. To w Smorgoniach Napoleon Bonaparte podjął decyzję o opuszczeniu Wielkiej Armii, przekazał dowództwo Muratowi a następnie w towarzystwie niewielkiej eskorty udał się do Francji.

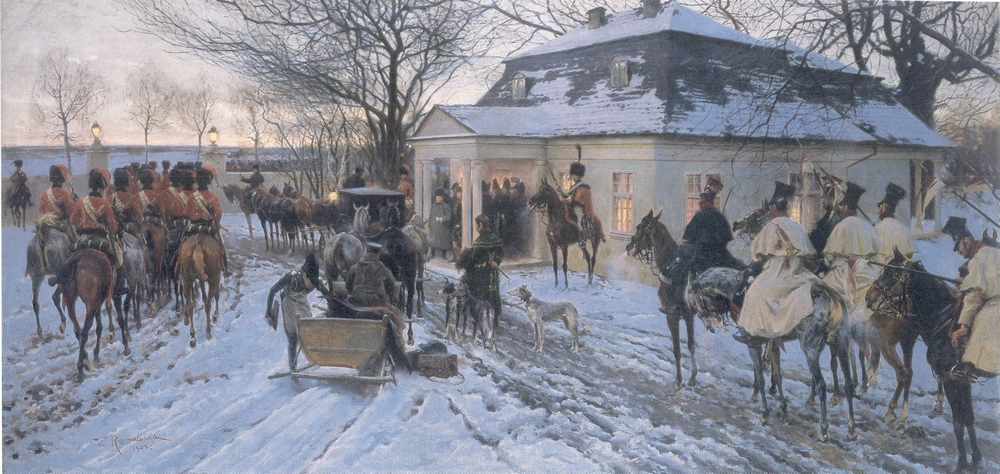
Napoleon w Smorgoniach, obraz Zygmunta Rozwadowskiego

W 1904 Smorgonie uzyskały prawa miejskie.
W czasie I wojny światowej przez miasto przechodził front. Od 1915 roku było okupowane przez armię niemiecką. Po wycofaniu się Niemców w grudniu 1918 roku miasto zostało zajęte bez walki przez bolszewików. W latach 1920–1922 Smorgonie pozostawały w składzie Litwy Środkowej, a następnie II Rzeczypospolitej; były siedzibą wiejskiej gminy Smorgonie. W 1924 były najmniejszym miastem Polski, licząc 100 mieszkańców.

Widoki Smorgoni z czasów II Rzeczypospolitej:
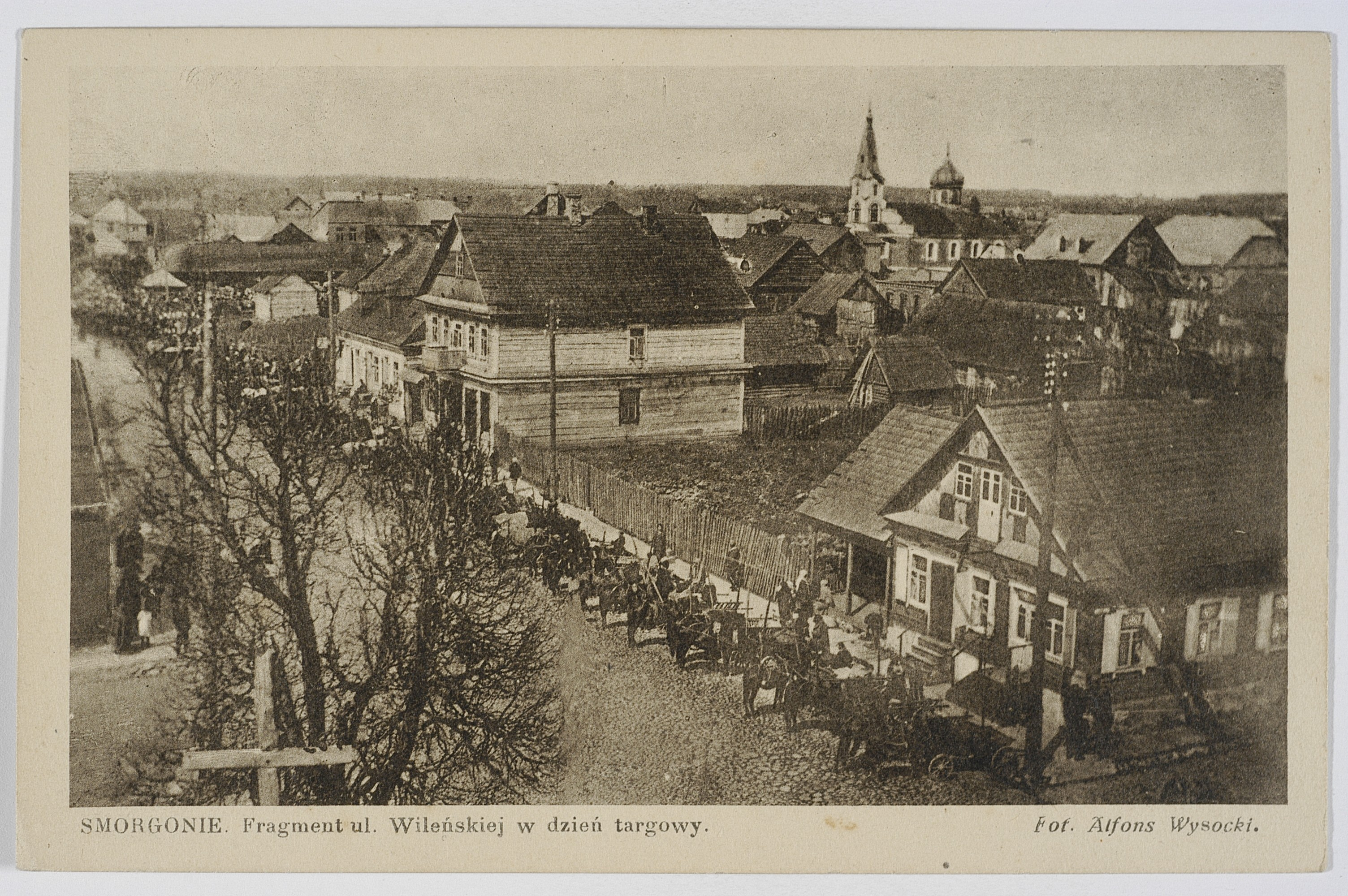
Ulica Wileńska
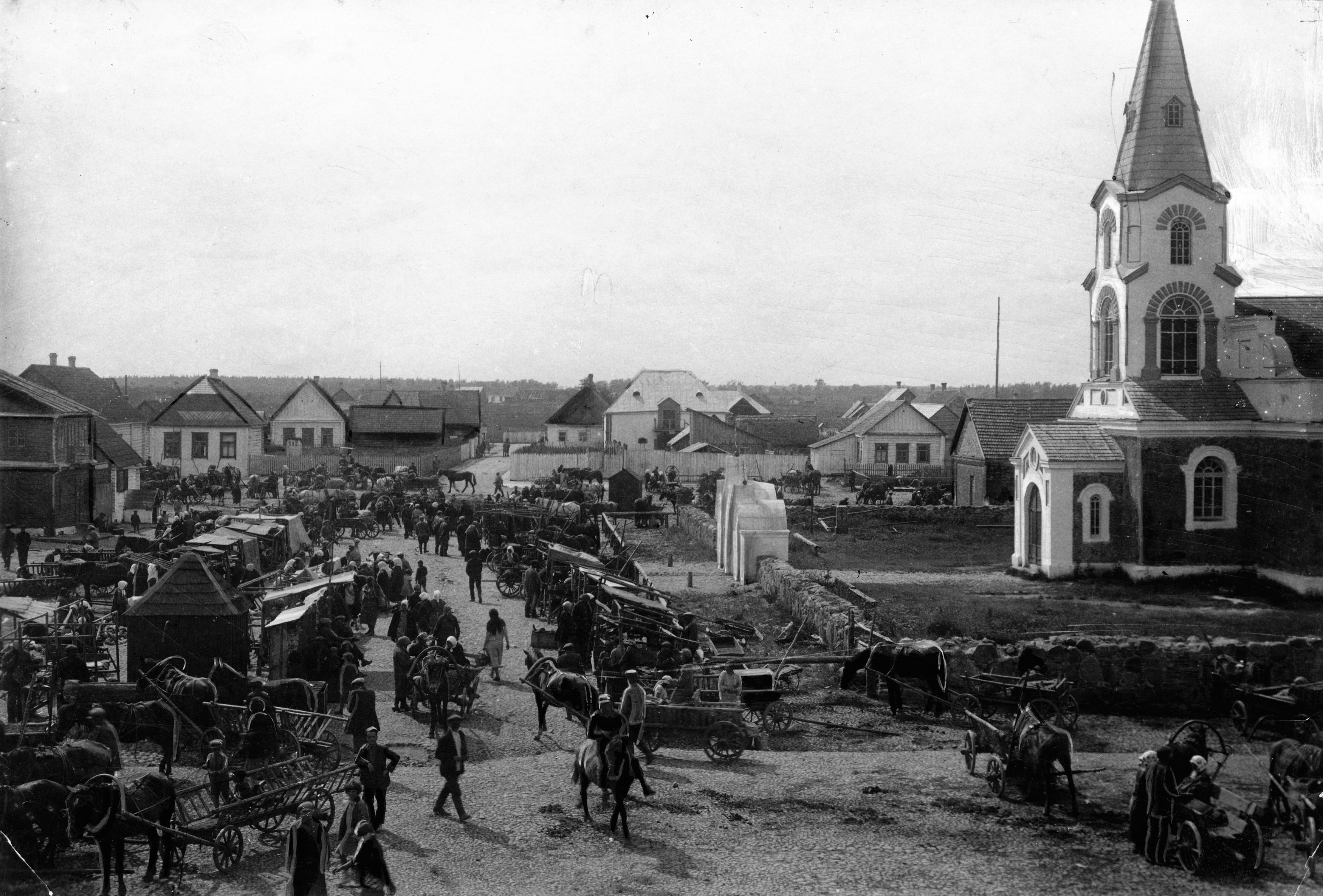
Rynek
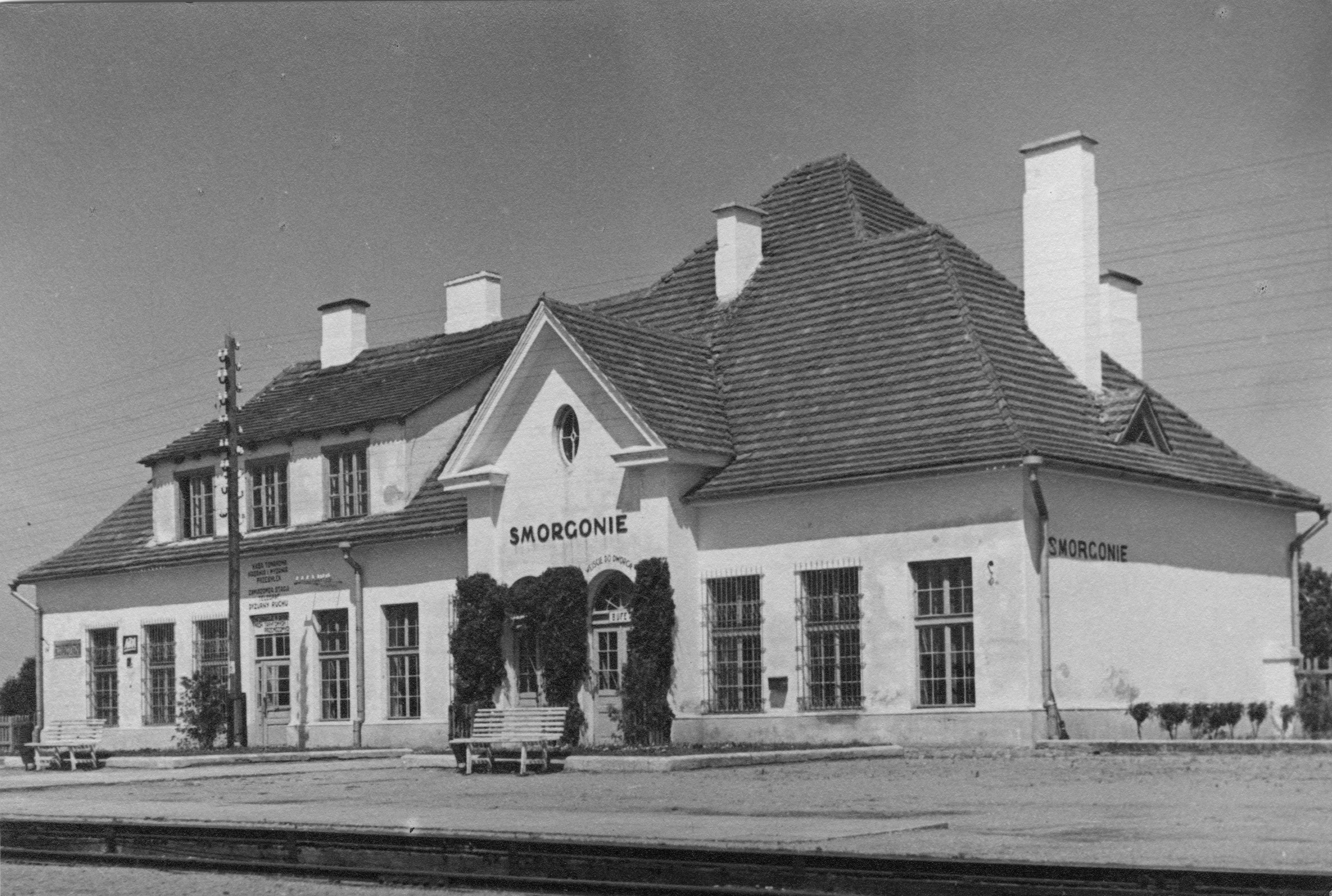
Dworzec kolejowy
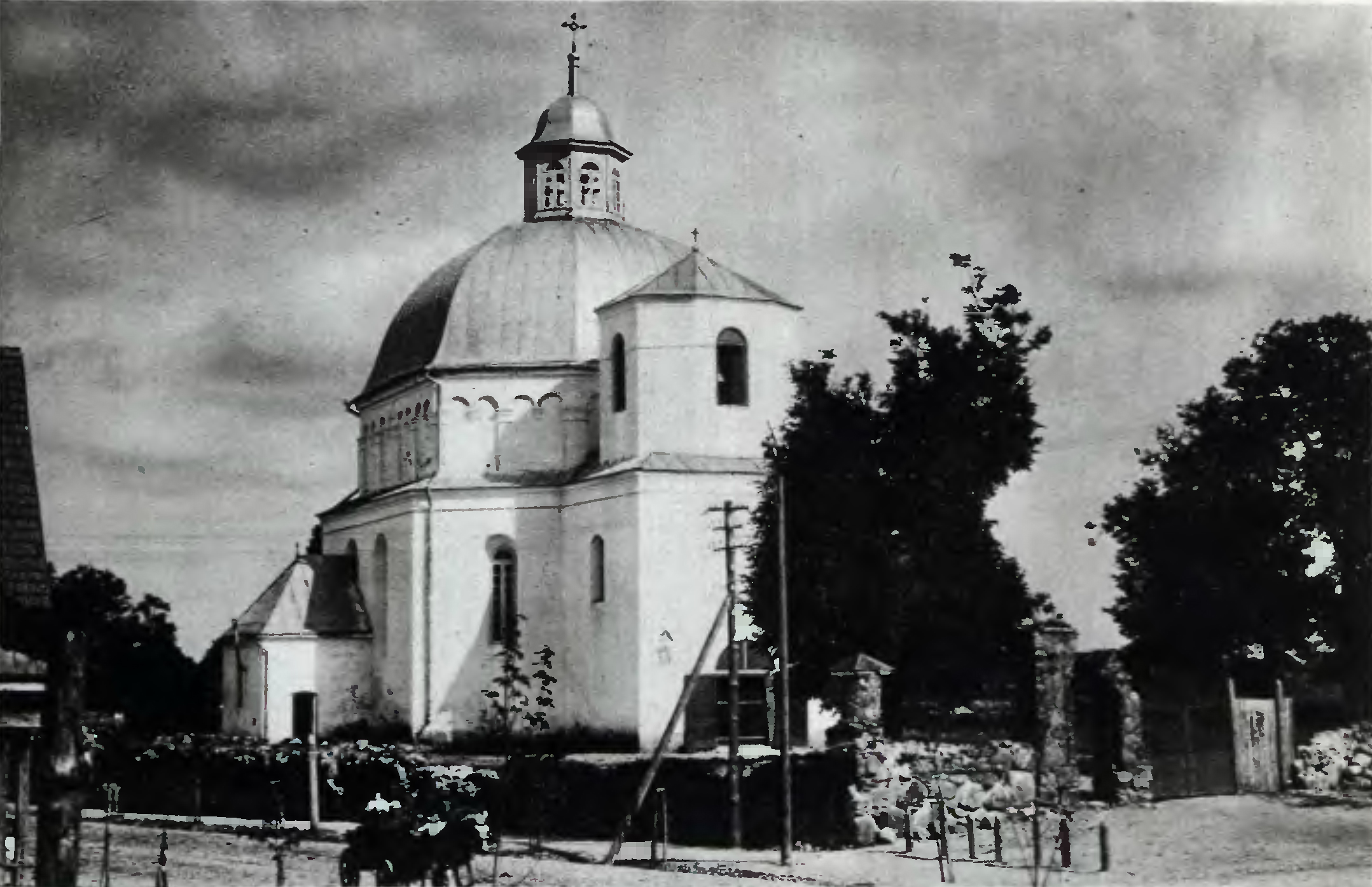
Kościół św. Michała Archanioła
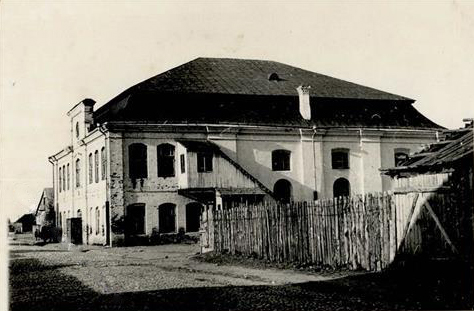
Synagoga (niezachowana)

W latach 1921–1945 miasto leżało w Polsce, w województwie wileńskim, w powiecie oszmiańskim, w gminie miejskiej Smorgonie.
W 1931 w 801 domach zamieszkiwało 4074 osób.
Od 17 września 1939 znajdowały się pod okupacją ZSRR, a od 1941 roku – niemiecką.
Obecnie miasto leży w granicach Białorusi.

### Społeczność żydowska
Do II wojny światowej Smorgonie miały znaczącą społeczność żydowską (pod koniec XIX wieku Żydzi stanowili 76% populacji miasta). W czasie I wojny światowej wielu Żydów ewakuowało się w głąb Rosji w ramach tzw. bieżeństwa. Po wojnie uciekinierzy zaczęli wracać do miasta; działały tu liczne organizacje żydowskie.
Większość społeczności żydowskiej Smorgoni została wywieziona w 1942 do getta kowieńskiego lub podwileńskich Ponar. Wspomnienia o żydowskich Smorgoniach zostały zebrane w księdze pamięci miasteczka.

## Zabytki
- Kościół katolicki św. Michała Archanioła(inne języki), renesansowy, obronny (mury grubości od 1,8 do 3 m), zbudowany w latach 1606–1612 pierwotnie jako zbór kalwiński, na miejscu wcześniejszej świątyni drewnianej (z l. 1552–1553). Fundatorem był wojewoda brzeskolitewski Krzysztof Zenowicz. Jego syn Mikołaj Bogusław Zenowicz przeszedł na katolicyzm, a jego siostra w 1621 przekazała zbór katolikom. W 1866 rosyjskie władze zaborcze zamieniły kościół na cerkiew. W 1921 wrócił do katolików. Zamknięty w 1947 (był magazynem, sklepem, salą wystawową, muzeum). W 1990 przekazany ponownie wiernym wyznania katolickiego.

## Związani z miastem
- Mosze Kulbak – żydowski poeta, prozaik i publicysta tworzący w języku jidysz, urodzony w Smorgoniach.
- Rascisłau Łapicki – białoruski działacz antysowiecki, twórca podziemnego ugrupowania na Ziemi Miadziolskiej i Smorgońskiej.
- Uładzimir Niaklajeu – białoruski poeta, prozaik i działacz społeczno-polityczny, laureat szeregu nagród zawodowych i państwowych za twórczość literacką, urodzony w Smorgoniach.
- Szemu’el Rodenski – izraelski aktor, urodzony w Smorgoniach.
- Awrom Suckewer – żydowski pisarz, jeden z najważniejszych poetów języka jidysz, urodzony w Smorgoniach.
- Paweł Szulkin – polski fizyk, wykładowca, rektor Politechniki Gdańskiej, członek PAN, przedstawiciel Polski w UNESCO, urodzony w Smorgoniach.

## Obwarzanki
Miasto słynęło dawniej ze słodkich obwarzanków, które obok palm wileńskich i piernikowych serc z sentencjami, były symbolem i atrakcją sławnego jarmarku odpustowego Kaziuków wileńskich. Obwarzanki zwożono wozami i stosami kładziono na straganach.
Śpiewano o nich np: Smorgońskich obwarzanków kupią tobie penki, / Tylko ty Józiuku nie oddawaj renki.

## Miasta partnerskie
- Wisaginia (Litwa)
- Krasnoznamiensk (Rosja)

## Galeria zdjęć

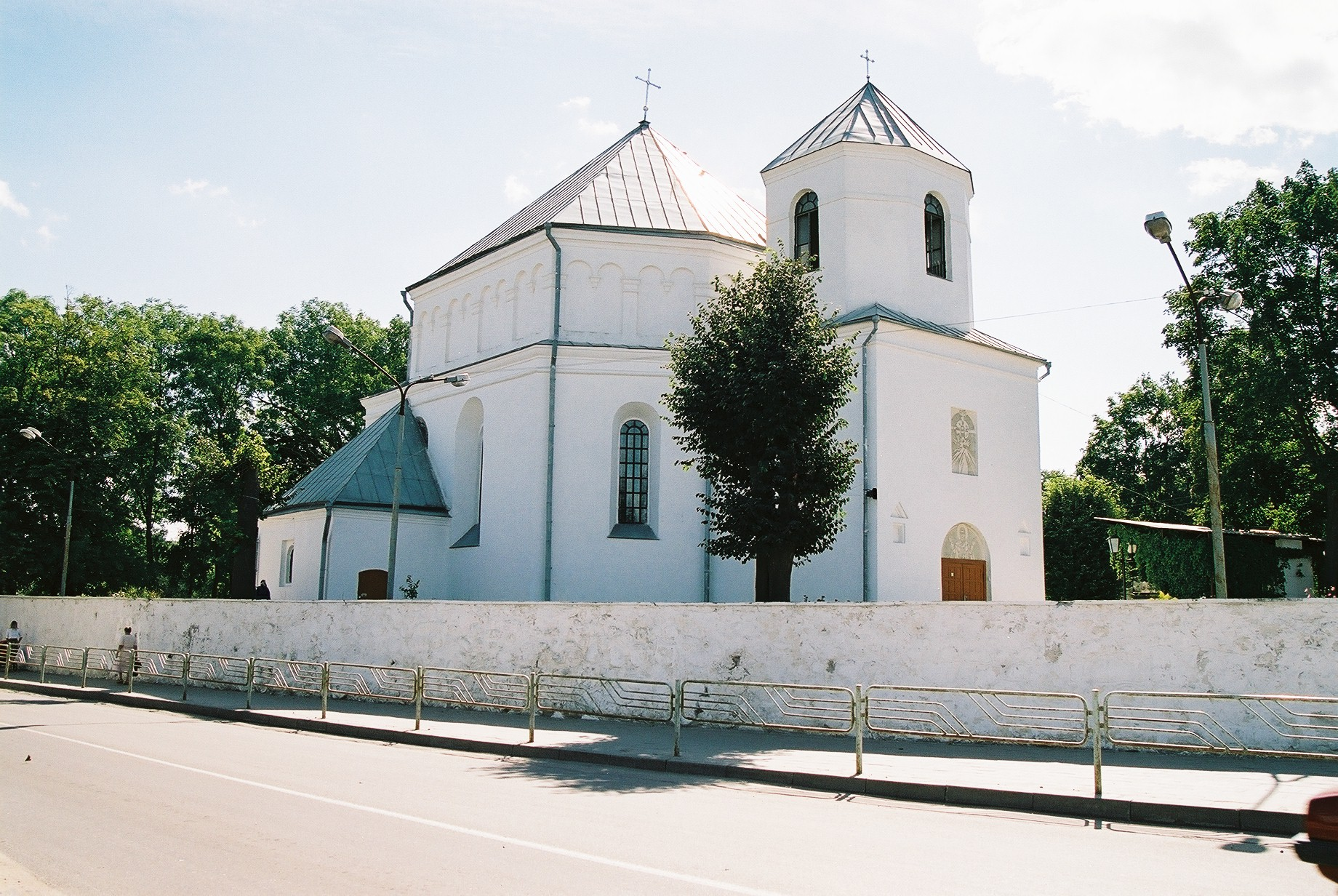
Kościół św. Michała Archanioła
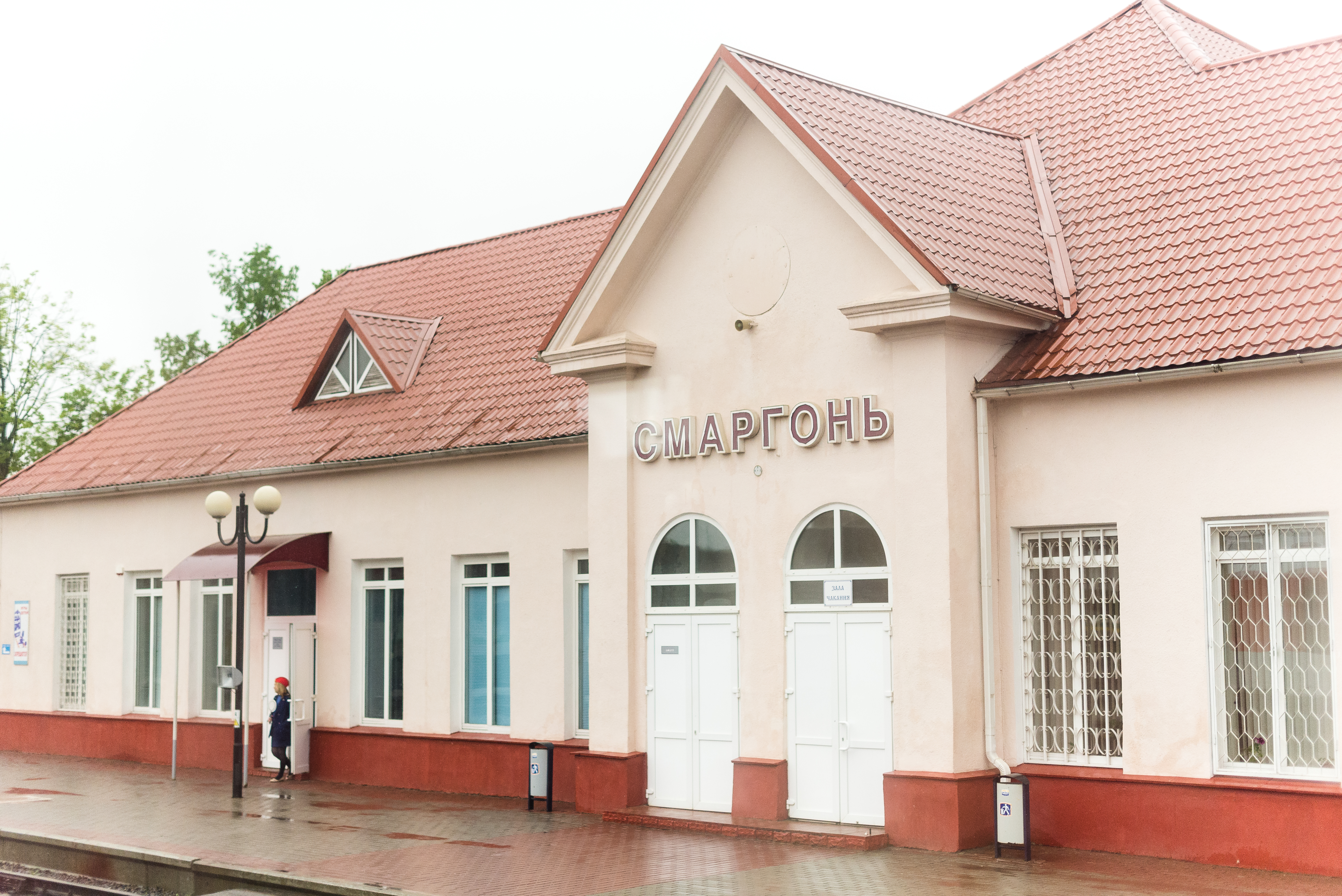
Dworzec kolejowy
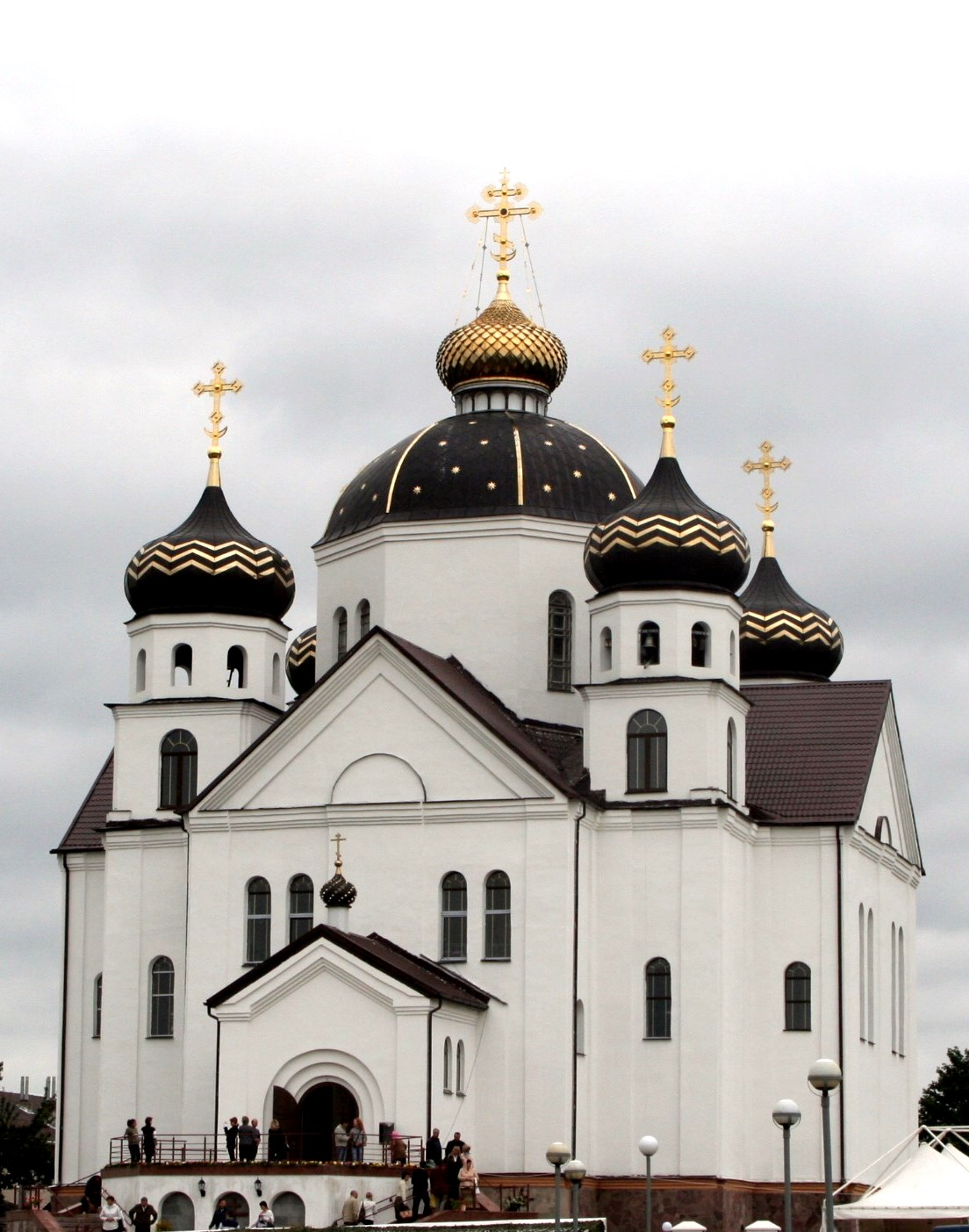
Cerkiew Przemienienia Pańskiego
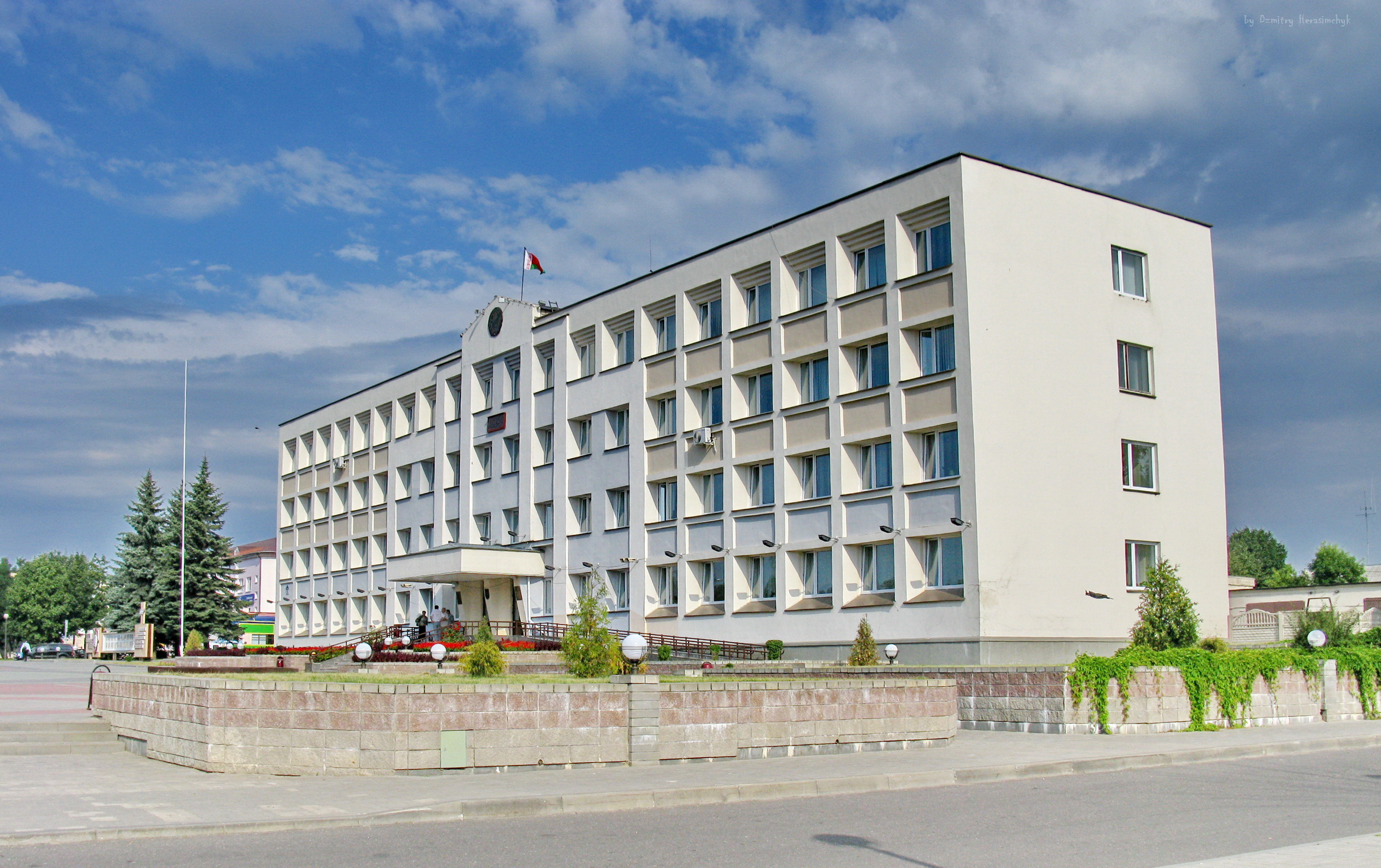
Gmach administracji
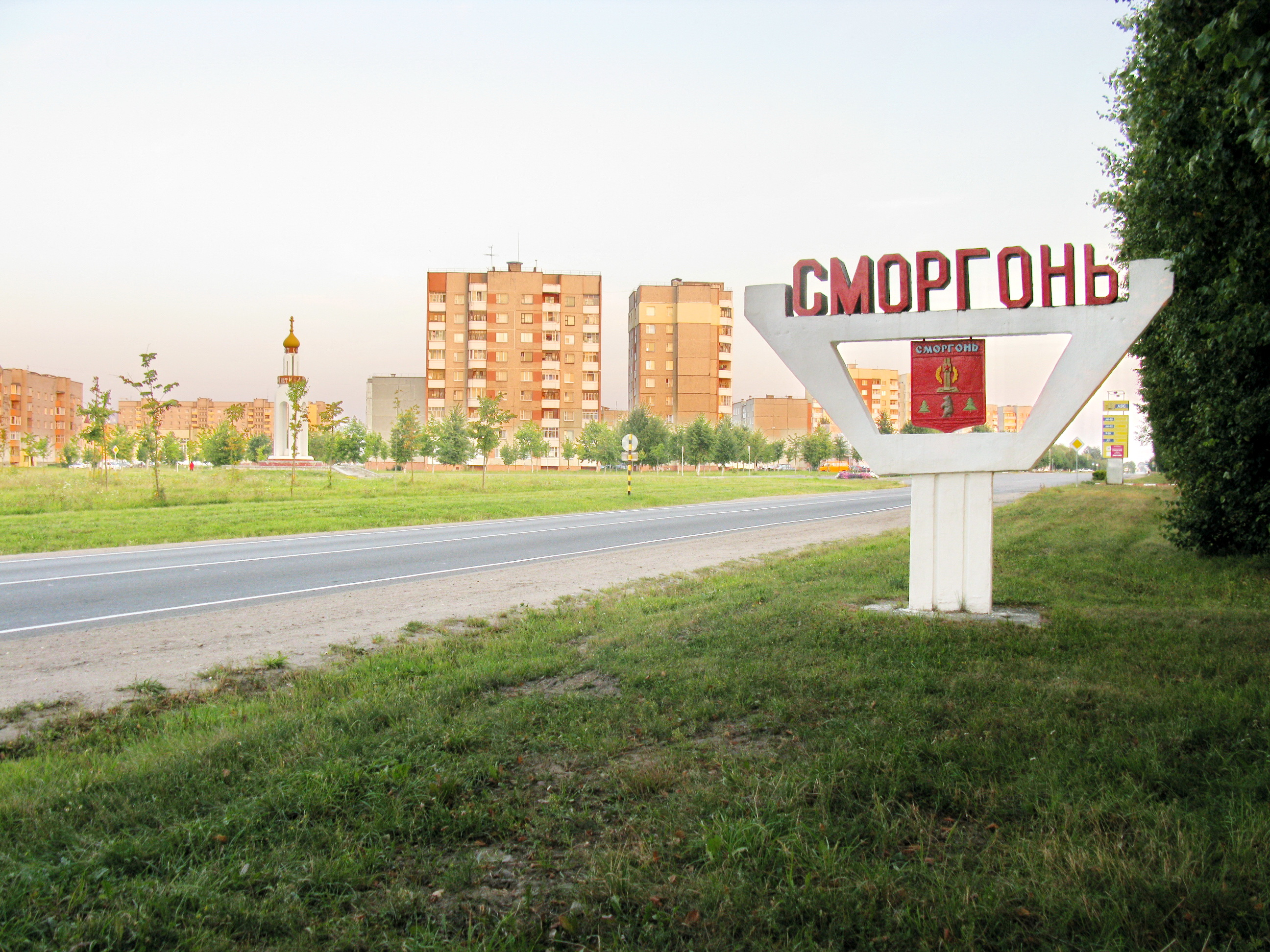
Wjazd do miasta od strony Mińska
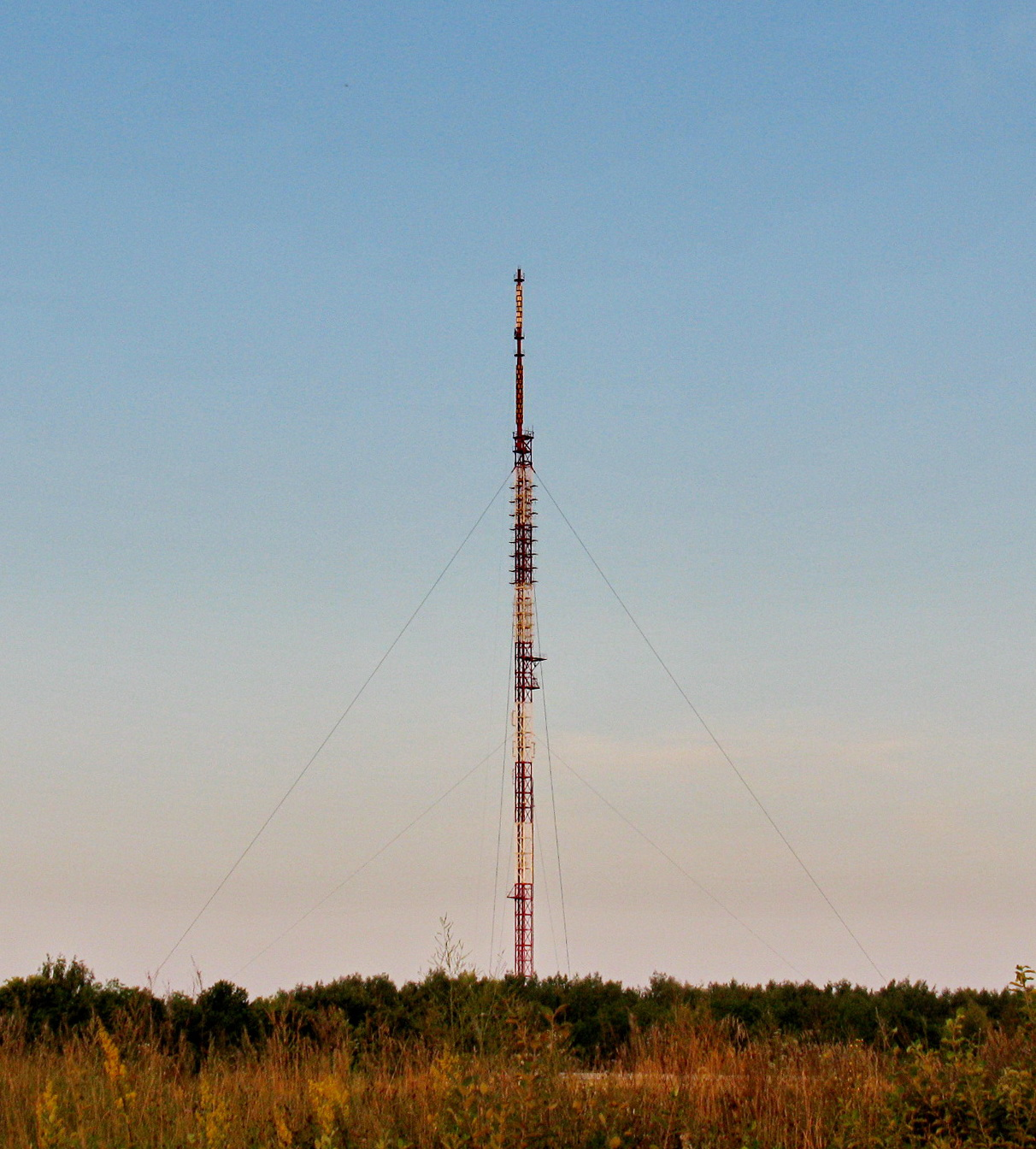
Wieża telewizyjna